# 歌う白骨
『歌う白骨』（うたうはっこつ、 The Singing Bone ）は、1912年に発表されたオースティン・フリーマンによる短編小説集。前半で殺人犯の犯行が描かれ、後半で名探偵による事件の推理がなされる「倒叙」推理小説の最初の作品とされる。

## 主な登場人物
- ソーンダイク博士 - 法医学者の素人探偵。
- ジャービス医師 - ソーンダイクの助手で相棒。

## 収録作品
1. The Case of Oscar Brodski　「オスカー・ブロズキー事件」[2]
2. A Case of Premeditation　「計画殺人事件」
3. The Echo of a Mutiny　「歌う白骨（反抗のこだま[3]）」
4. A Wastrel's Roamnce　「おちぶれた紳士のロマンス」
5. The Old Lag　「老いたる前科者」 - 本作のみ「倒叙」の作品ではない。

## 備考
- 「オスカー・ブロズキー事件」が「倒叙」推理小説の最初の作品といわれる。[4]。
- 殺人犯が逃亡したり、未遂に終わる、被害者側が許すなど、犯人が罰せられない作品もあるのが本作品集の特徴で、のちの「刑事コロンボ」や「倒叙」三大長編と異なる[5]。

## 日本語訳書
- 『歌う白骨』（大久保康雄訳、中央公論社） 1963年、のち嶋中文庫 2004年